# Crambe cordifolia
Crambe cordifolia, llamada popularmente en su lugar de origen Heartleaf crambe, es una planta ornamental perteneciente a la familia Brassicaceae nativa del Cáucaso. 

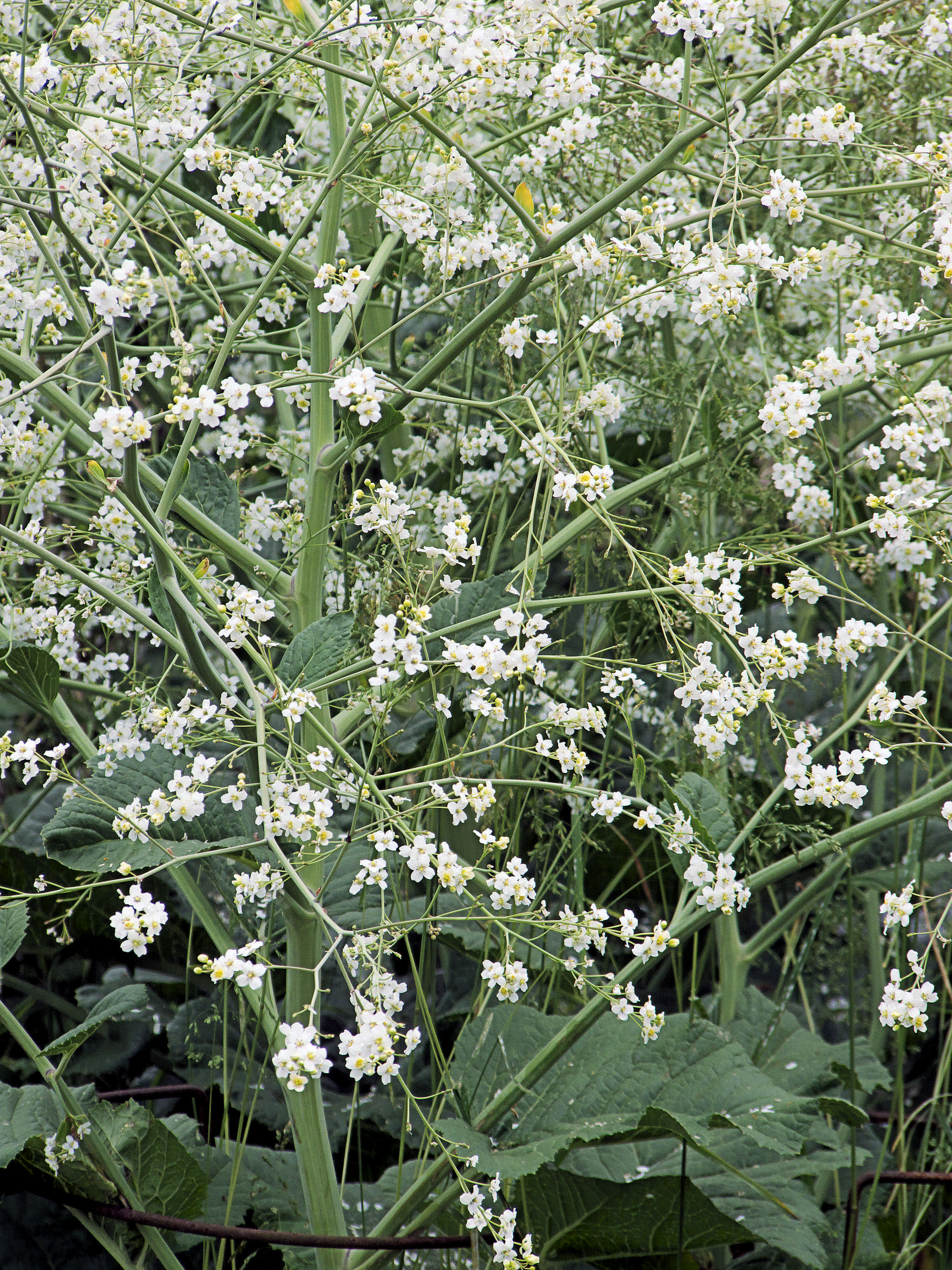
Vista de la planta

## Descripción
Alcanza un tamaño de 2,5 m  de alto por 1,5 m  de ancho,  es un grupo que forma sustancial una herbácea perenne con las hojas de color verde oscuro en forma de riñones, de 35 cm o más de longitud, que caen a mediados y finales del verano. Es ampliamente cultivada en jardines por su follaje y espectaculares  inflorescencias de muchas flores pequeñas, de color blanco (en forma de cruz), que alcanzan hasta 2 metros  de altura y que aparecen en el comienzo del verano.

## Taxonomía
Crambe cordifolia fue descrita por John Stevenson y publicado en Mémoires de la Société Impériale des Naturalistes de Moscou 3: 267. 1812.
Etimología
Crambe: nombre genérico que deriva  del latín crambe, y del griego κράμβη , "una especie de col".
cordifolia: epíteto latino que significa "con las hojas en forma de corazón".
sinonimia
- Crambe cordata Willd.
- Crambe cordifolia subsp. cordifolia Steven
- Crambe cordifolia var. microcarpa N.Busch	[5]

subsp. kotschyana (Boiss.) Jafri
- Crambe amabilis Butkov & Mailun
- Crambe cordifolia var. kotschyana (Boiss.) O.E.Schultz
- Crambe kotschyana Boiss.
- Crambe palmatifida Regel & Schmalh.
- Crambe severzowii Regel
- Crambe sewerzowii Regel